# Chambray, Eure
Chambray är en kommun i departementet Eure i regionen Normandie i norra Frankrike. Kommunen ligger i kantonen Vernon-Nord som tillhör arrondissementet Évreux. År 2022 hade Chambray 396 invånare.

## Befolkningsutveckling
Antalet invånare i kommunen Chambray
Referens:INSEE